# جميل عباس
جميل عباس (أبو عصام) والمعروف باسمه الحركي جمولي لاعب كرة قدم عراقي سابق.

## جمولي وتدرجه الكروي والإنجازات
ولد جميل عباس عام 1927 في بغداد ولعب الكرة لأول مرة مع أبناء محلته في الكسرة شارع جميل الزهاوي ثم مثل فريق مدرسة العسكري الابتدائية في العيواضية بعدها انظم في عام 1946 إلى نادي الاعظمية الرياضي ليلعب بعدها في عام 1949 مع فريق الحرس الملكي ليستمر معه ثمانية سنين حتى عام 1957.
بعدها انتقل لفريق الفرقة الثالثة ليمثله تسعة سنين من عام 1957 ولغاية اعتزاله عام 1966 حيث اختير في عام 1951 ضمن تشكيلة أول منتخب عراقي لعب في تركيا... كما قاد منتخب الحرس الملكي الفائز عدة مواسم ببطولة الجيش على حساب منافسة التقليدي القوة الجوية... وفي عام 1955 شارك مع منتخبه في بطولة الجيوش الآسيوية في طهران ونظراً للمستوى الذي قدمه منح رتبة ملازم ثاني... كما شارك في أول بطولة رسمية وهي الدورة العربية الثانية في عام 1957 والتي اقيمت في بيروت... وفي عام 1959 شارك مع منتخب الجيش في جولته المشهورة إلى اقطار الشرق الأقصى وبالتحديد عام 1959 حيث سافر ضمن منتخب الجيش في أول جولة يقوم بها لاعبون من (بلاد ما بين النهرين) إلى الشرق الأقصى في سفوح سور الصين العظيم وفي فيتنام وكوريا الشمالية ومن ثم في الاتحاد السوفيتي وكان ابرز اللاعبين في لقاء العراق ومصر في الكشافة في 30/ 1/ 1955 كما قاد منتخب بلاده في عام 1960 الذي خاض تصفيات اولمبياد روما وشارك عام 1964 في مباريات التصفيات المؤهلة إلى اولمبياد طوكيو... بعدها قاد منتخبه للفوز بنفس العام بالمركز الأول في بطولة كأس العرب التي اقيمت في الكويت وفي عام 1966 ساهم للحصول على اللقب الثاني للبطولة التي اقيمت في بغداد... لينهي بعدها جمولي مشواره الكروي بمباراة اعتزالية جرت في 12 نيسان من نفس العام بين فريق الفرقة الثالثة ومنتخب مثل اللاعبين العرب... ليعتبر أول لاعب عراقي تقام له مباراة اعتزالية نتيجةً لأبداعاته وانجازاته الاتي ساهم بها للكرة العراقية حيث شارك في ما يقارب 80 مباراة ودية ورسمية منها عام 1950 التي كانت ضد أول فريق اجنبي يزور العراق وهو باكستان والتي انتهت بالتعادل 1-1
وسجل هدف العراق الوحيد يومها صالح فرج.